# Siphloplecton
Siphloplecton je rod hmyzu z čeledi Metretopodidae. Do tohoto rodu se řadí přibližně patnáct druhů jepic. Tyto jepice obvykle obývají hlubší toky a litorál jezer. Jako první tento druh popsal Clemens v roce 1915.

## Seznam druhů
Do tohoto rodu se řadí přibližně patnáct druhů:
- Siphloplecton barabani (Staniczek a Godunko, 2012)
- Siphloplecton basale (Walker, 1853)
- Siphloplecton basalis (Walker, 1853)
- Siphloplecton brunneum (Berner, 1978)
- Siphloplecton costalense (Spieth, 1938)
- Siphloplecton demoulini (Staniczek a Godunko, 2012)
- Siphloplecton fuscum (Berner, 1978)
- Siphloplecton interlineatum (Walsh, 1863)
- Siphloplecton jaegeri (Demoulin, 1968)
- Siphloplecton simile (Berner, 1978)
- Siphloplecton speciosum (Traver, 1932)
- † Siphloplecton gattolliati (Staniczek a Godunko, 2016)
- † Siphloplecton hageni (Staniczek a Godunko, 2012)
- † Siphloplecton picteti (Staniczek a Godunko, 2012)
- † Siphloplecton sartorii (Staniczek a Godunko, 2016)

## Fotogalerie

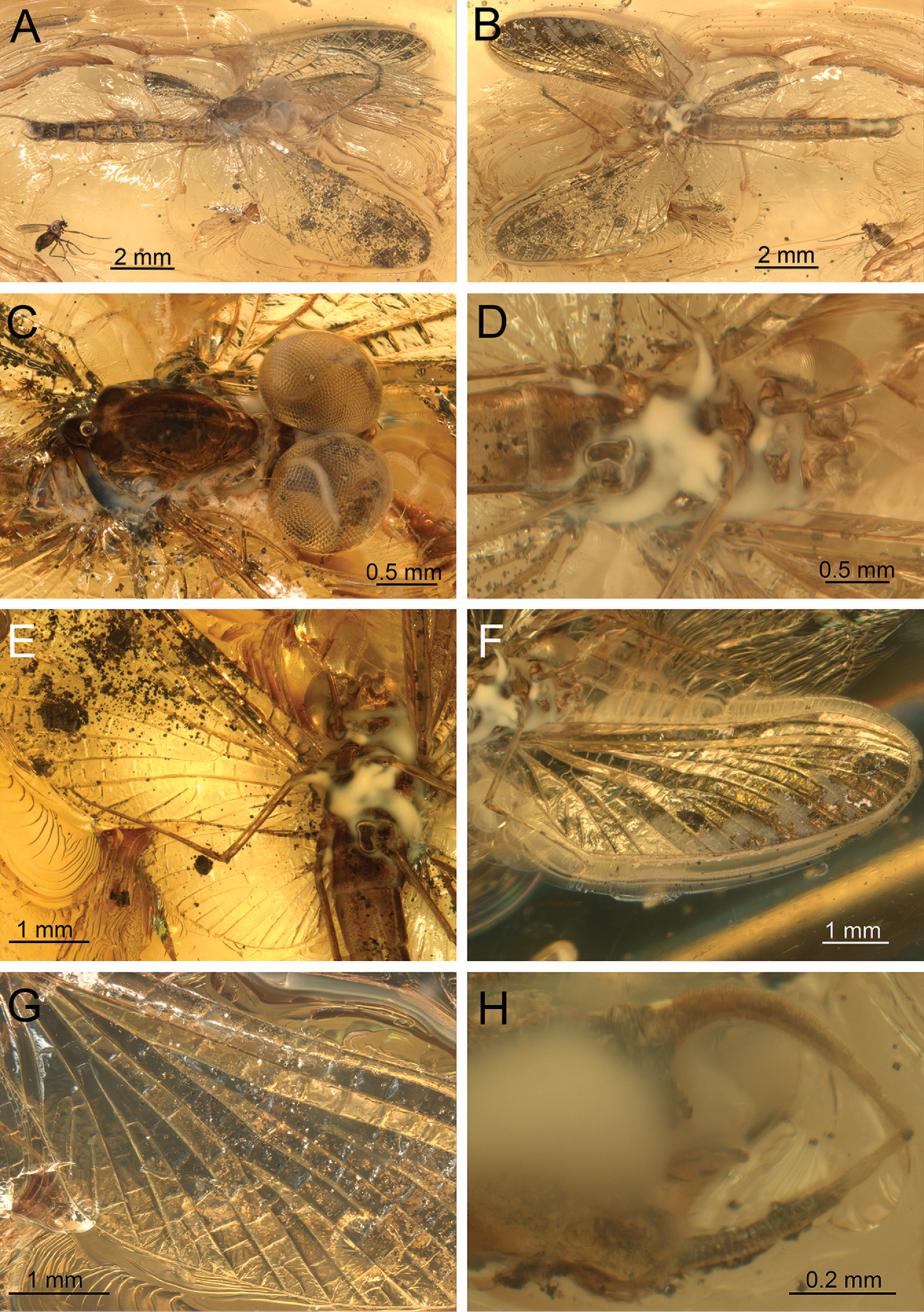
Siphloplecton sp.
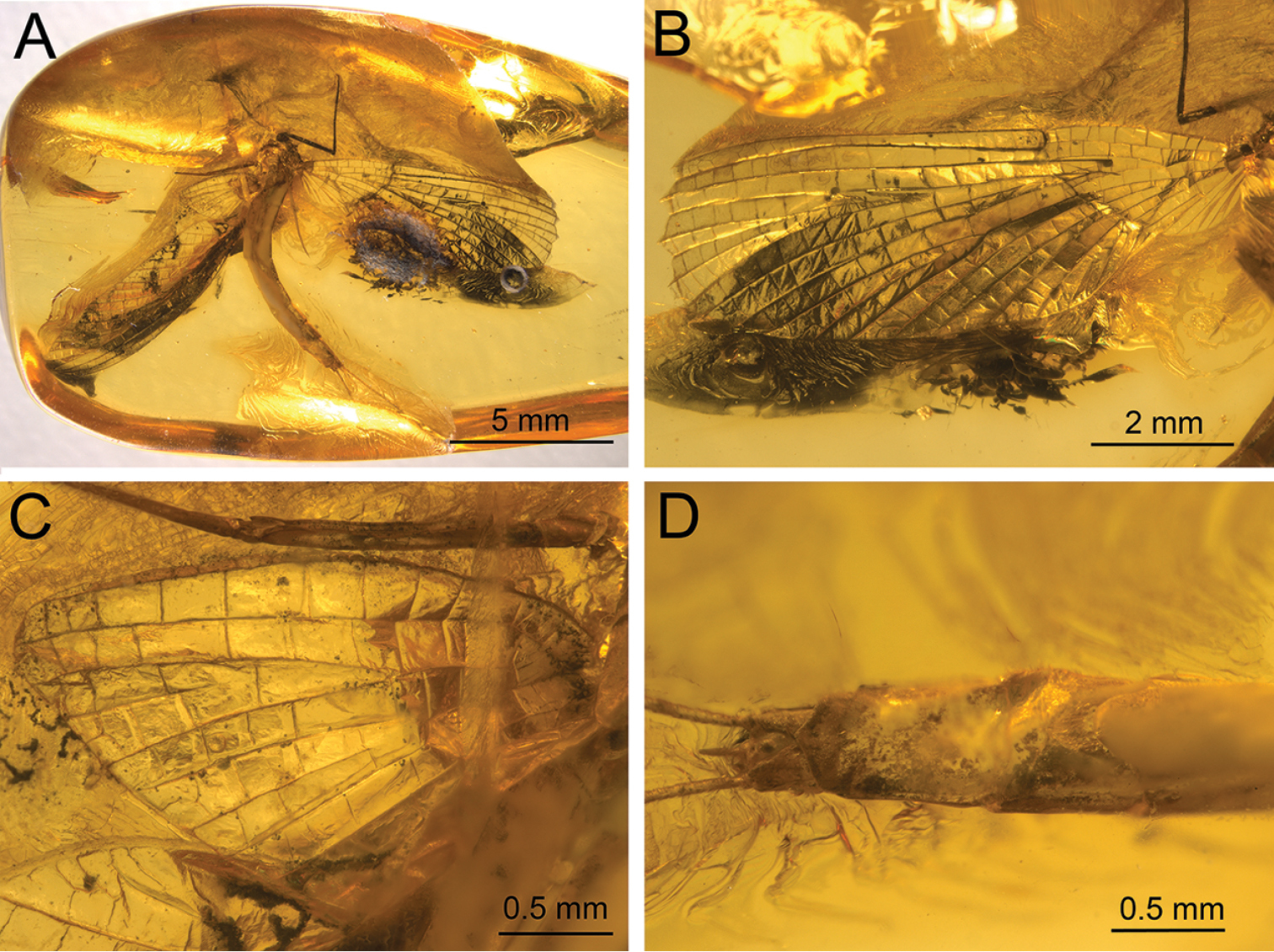
Siphloplecton sp.